# Kaskar
Kaskar o Kashkar (en siríaco clásico: ܟܫܟܪ), fue una ciudad en el sur de Mesopotamia, Irak. Su nombre parece originarse del siríaco ܟܪܟܐ, karḵa que significa 'ciudadela' o 'ciudad'. Otras fuentes lo conectan con el siríaco ܟܫܟܪܘܬܐ, kaškarūṯá, 'agricultura' o 'labranza'. Fue fundada originalmente en el Tigris, al otro lado del río de la ciudad medieval de Wasit.
La ciudad fue originalmente una importante ciudad sasánida construida en la orilla oeste del Tigris, donde los deportados de habla griega del noroeste de Siria fueron establecidos por Sapor I a mediados del siglo III.
Según la tradición siríaca, se dice que Mar Mari predicó y realizó milagros allí, convirtiendo a muchos de sus habitantes al cristianismo. Kaskar se convirtió en un importante centro del cristianismo en la Baja Mesopotamia y tenía su propia diócesis (Diócesis de Kaskar) que se encontraba bajo la jurisdicción de la Archidiócesis de Seleucia-Ctesifonte ("Provincia Patriarcal de Seleucia-Ctesifonte").
Durante una gran inundación, el Tigris dejó a Kaskar en su orilla este. En la época del califa omeya Abd al-Malik ibn Marwan, el gobernador de Irak al-Hajjaj ibn Yusuf comenzó en 702 a construir la nueva ciudad de Wasiṭ en la orilla oeste del nuevo ramal. Kaskar, que se había rebelado contra su autoridad, prefiriendo seguir la fortuna de Abd Allah ibn al-Zubayr y su hermano Mus'ab ibn al-Zubayr, fue castigada y abandonada a su suerte. Finalmente, trasladó los restos de la población de Kaskar a Wasit, convirtiendo la primera en un poblado fantasma. Hoy Kaskar ya no existe y su ubicación sigue siendo incierta, al igual que Wasiṭ, después de las brutales incursiones sufridas por los cármatas, que masacraron a gran parte de su población en el 930.
A mediados del siglo XII, Kaskar desapareció como sede del obispado.

## Personas de Kaskar
- Abraham de Kaskar (Kaskar, c. 492 - 586), autor de una regla monástica y fundador del monasterio del monte Izla, cerca de Nísibis, que condujo a un período de renacimiento en el monacato sirooriental.[4]

- Teodoro Bar Koni, distinguido exégeta asirio y apologista de la Iglesia del Oriente (nestoriana) que parece haber florecido a fines del siglo VIII.